# Ordine di DeMolay

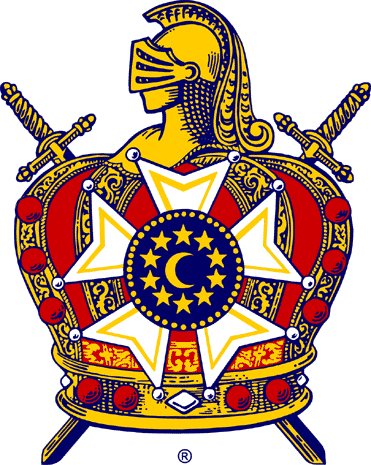
Emblema del DeMolay International

DeMolay International è un'organizzazione giovanile di leadership con origini massoniche per giovani uomini dai 12 ai 21 anni. In alcune aree selezionate esiste un programma "Squire" per i più giovani di 12 anni. È stata fondata a Kansas City nel 1919 e prende il nome da Jacques de Molay, l'ultimo Gran Maestro dei Cavalieri Templari. DeMolay è stata costituita in società negli anni '90.
DeMolay è aperta all'adesione per i giovani uomini tra i 12 e i 21 anni che riconoscono un potere spirituale superiore. Conta circa 12.000 membri attivi diffusi in ogni continente ad eccezione dell'Antartide. Ci sono capitoli attivi in Canada, Germania, Australia, Giappone, Filippine, Argentina, Aruba, Guyana francese, Uruguay, Paraguay, Perù, Bolivia, Brasile, Ecuador (affiliato alla giurisdizione del Perù), Italia, Romania, Grecia (affiliato alla giurisdizione della Romania), Francia, Albania, Montenegro, Serbia, Bosnia (affiliato alla giurisdizione della Serbia), Bulgaria e Stati Uniti.
Sebbene alle giovani donne non sia consentito unirsi all'organizzazione, i capitoli possono eleggere "sweethearts" e "principesse" del capitolo.
Mentre DeMolay è un'organizzazione giovanile per giovani uomini, le Rainbow Girls e le Job's Daughters sono organizzazioni simili legate alla Massoneria per giovani donne.

## Storia
A sviluppare l'idea di una fratellanza per ragazzi fu il massone statunitense Frank S. Land, appartenente al DeMolay Council of Kadosh di Kansas City nel primo dopoguerra.
L'ordine nacque con l'intento di poter dare una famiglia a tutti quei ragazzi rimasti orfani per via della guerra, con lo scopo di renderli uomini e impartendo dei principi etici e morali.

## Caratteristiche
Sebbene l'organizzazione non discenda direttamente dai cavalieri templari, il nome di Jacques de Molay, il 23º e ultimo dei Gran Maestri dell'ordine del Tempio, è strettamente legato a molti dei suoi rituali ed è stato scelto per onorare la memoria del suo atto eroico: sacrificare la sua vita anziché tradire i suoi fratelli. L'associazione è sponsorizzata dalla Massoneria della Nazione di appartenenza. Si richiede ai giovani uomini di essere uomini d'onore, di impegnarsi nella solidarietà, nel lavoro, e nel rispetto delle leggi dello Stato. Gli appartenenti al DeMolay International provengono da un'ampia varietà di fedi religiose.

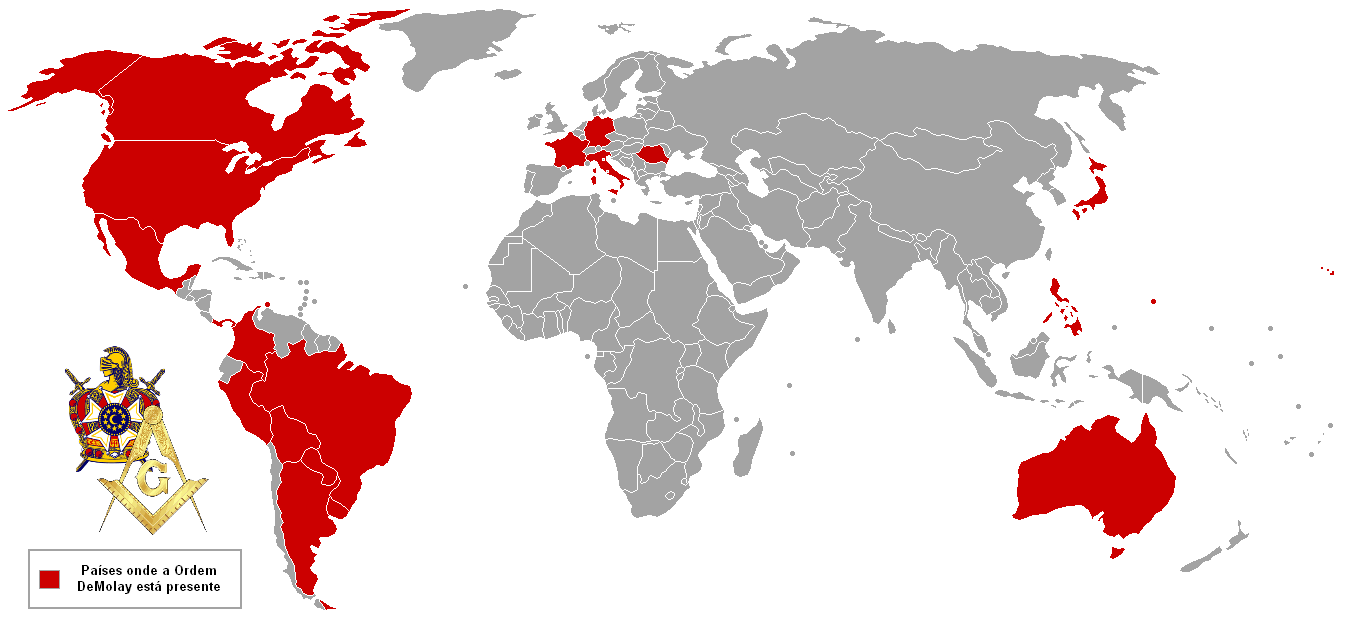
Diffusione di DeMolay International

## Ideali e principi
DeMolay segue sette Virtù Cardinali, insegnate come suoi ideali di base. Sono:
1. Amore filiale (l'amore tra un figlio ed il suo genitore): "che è l'amore e la gentilezza che dovremmo avere con i nostri genitori, quelli che ci hanno partorito e ci hanno insegnato le prime lezioni della nostra vita. Attraverso di loro abbiamo avuto le prime lezioni di gentilezza, rispetto e fede in Dio."
2. Rispetto per le cose sacre: "significa credere in Dio (indipendentemente dalla religione) e rispettare le convinzioni altrui."
3. Cortesia: "gentilezza, rispetto e solidarietà sono principi che un DeMolay cerca di mettere in pratica nella sua vita. La filantropia è valida solo quando è fatta con il cuore e l'anima."
4. Cameratismo: "è essere un amico fedele, non solo nei momenti belli, ma anche nei momenti difficili."
5. Fedeltà: "è credere e seguire i propri valori e virtù; ma mantenendo in segreto tutto ciò che è affidato." Fedeltà è essere fedeli a Dio, alla propria patria e ai propri amici, seguendo l'esempio della fedeltà di Jacques DeMolay, che preferì morire invece di tradire i suoi compagni o rompere con il suo impegno."
6. Pulizia: "significa essere un cittadino ideale, puro nell'anima e nel cuore; è avere sempre la coscienza pulita. Significa tenere la mente lontana da tutto ciò che è contrario ai valori di un buon cittadino."
7. Patriottismo: "è rispettare e difendere soprattutto la nostra patria, la nostra democrazia, il nostro Stato e la nostra città. Prevede il sostentamento, la conservazione e il rispetto del patrimonio pubblico, come scuole, asili, orfanotrofi e ospedali che sostengono le persone bisognose."

L'Ordine di DeMolay invita ogni membro a vivere secondo quelle virtù considerate dall'Ordine come qualcosa che distingue la vita di un leader e di un uomo buono. DeMolay difende anche tre libertà fondamentali:
- Libertà religiosa: rappresentata dal Libro Sacro (potrebbe essere rappresentato da qualsiasi libro sacro, indipendentemente dalla religione cioè Bibbia, Corano, Torah...).
- Libertà Civile: rappresentata dalla Bandiera Nazionale.
- Libertà intellettuale: rappresentata dai libri di studio.

L'Ordine di DeMolay ha anche un Codice Etico che contiene le seguenti affermazioni:
- Un DeMolay serve Dio.
- Un DeMolay onora tutta la femminilità.
- Un DeMolay ama e onora i suoi genitori.
- Un DeMolay è onesto.
- Un DeMolay è fedele agli ideali e agli amici.
- Un DeMolay pratica un lavoro onesto.
- La parola di un DeMolay vale quanto il suo legame.
- Un DeMolay è cortese.
- Un DeMolay è sempre un gentiluomo.
- Un DeMolay è un patriota in pace e in guerra.
- Un DeMolay è pulito nella mente e nel corpo.
- Un DeMolay ha sempre la reputazione di un cittadino buono e rispettoso della legge.
- Un DeMolay per precetto ed esempio deve preservare gli standard elevati a cui si è impegnato.

## I Capitoli
L’Ordine è diviso in Capitoli, ove per Capitolo si intende un nucleo di ragazzi che opera in quella determinata zona. Per costituire un capitolo sono necessari almeno quindici DeMolay attivi e un luogo in cui incontrarsi. Esistono più di 10.000 capitoli in tutto il mondo, con milioni di ragazzi iscritti all’Ordine.
In Italia sono presenti diversi Capitoli tra cui il Capitolo "Fidelitas" a Milano, il Capitolo "Roma Numero Uno" a Roma, "Magna Grecia" a Napoli, "Fortitudo" a Palermo, "Militiae Templi" a Cagliari e "Excalibur" a Cosenza.

## Alcuni famosi appartenenti
Colonnello Frank Borman e Vance D. Brand, astronauti; Bill Clinton, Walt Disney, Mel Blanc, John Steinbeck, John Wayne.